# Plecia quadrivittata
Plecia quadrivittata är en tvåvingeart som beskrevs av Samuel Wendell Williston  1900. Plecia quadrivittata ingår i släktet Plecia och familjen hårmyggor. Inga underarter finns listade i Catalogue of Life.